# Груповий хімічний склад нафти
Груповий хімічний склад нафт і нафтопродуктів — вміст окремих хімічних груп, які характеризуються співвідношенням та структурою сполук вуглецю і водню.

## Загальна характеристика
Визначення хімічного складу нафт і їхніх фракцій трудомістке, і до кінця нездійсненне на сьогодні завдання. Навіть склад бензинів відомий лише на 80 %. Тому зараз використовуються методи аналізу, що дозволяють визначити груповий хімічний чи структурно-груповий склад нафти і її фракцій. Найменш вивчені компоненти висококиплячих фракцій нафти.
При складанні матеріального балансу групового складу враховуються тільки три класи вуглеводнів:
- насичені аліфатичні (алкани),
- нафтенові (циклани),
- ароматичні (арени).

Крім того, іноді наводять деталізований груповий склад, що відображає також вміст різних індивідуальних вуглеводнів, що входять до складу кожної з груп.

## Окремі складові
Гібридні вуглеводні сконцентровані переважно у висококиплячих фракціях нафти, що ускладнює визначення їх групового хімічного складу.
Алкани та ізоалкани є у всіх нафтах у кількостях від 3-5 до 50-60 % і більше. Алкани при кімнатній температурі інертні до дії багатьох хімічних реагентів і здатні тільки до реакцій заміщення.
До групи рідких при звичайних температурах алканів входять гомологи метану від пентану (С5Н12) до гексадекану (С16Н34) як нормальної, так і ізоструктури. Багато з них, що киплять від 28 (ізопентан) до 300 °C, входять до складу головної маси нафт, однак максимальна їхня кількість міститься у фракціях, що википають від 200 до 300 °C.
Рідкі алкани входять до складу майже всіх нафт, однак їхній вміст у різних нафтах коливається від 40 до 0 %.
Розроблено карбамідний метод визначення і виділення нормальних алканів, оснований на здатності карбаміду СО(NH2)2 утворювати при звичайній температурі тверді комплексні сполуки з алканами, тобто клатратні сполуки чи аддукти. Ізоалкани можна також виділити з їхньої суміші з нормальними алканами хлорсульфоновою кислотою, з якою вони взаємодіють при кімнатній температурі.
Рідкі алкани є основним компонентом товарних нафтопродуктів і сировиною для хімічної переробки. Найбільш легкокиплячі рідкі алкани широко застосовують як розчинники. Це насамперед петролейний ефір, що википає при 36-75 °C, а також звичайні бензини і лігроїни, у складі яких є рідкі алкани. У двигунах внутрішнього згоряння найбільш небажаними компонентами бензину є нормальні, високомолекулярні алкани, а найнеобхідніші широкорозгалуженні ізоалкани, що мають низьку здатність до детонації.
До твердих алканів відносять як нормальні, так і ізоалкани від гексадекану С16Н34, що має температуру плавлення 18,10С до гептоконтану С70Н142 з температурою плавлення понад 100 °C. Суміші твердих алканів входять до складу нафтових парафінів (технічний, медичний, сірниковий), церезинів, які виділяють з нафти, й озокериту («земляний віск»).
Добре очищений парафін являє собою білу, напівпрозору, аморфну масу з матовим зламом, без запаху і смаку, густиною від 0,865 до 0,94 г/см3. Температура плавлення 23-71 °C, число вуглецевих атомів у молекулах 20-35, молекулярна маса — 300—450. Парафіни складені переважно нормальними алканами і є хімічно стійкими.
Церезини зовні важко відрізнити від парафінів, але вони мають температуру плавлення 65-88 °C, складені переважно ізопарафінами з числом вуглецевих атомів 36-55 і мають молекулярну масу 500—750. Їх виділяють з важких залишків вакуумної перегонки нафт, переважно нафтенового типу при їхній депарафінізації і з горючого мінералу — озокериту. Церезин з озокериту одержують шляхом виплавлення з породи, з важких фракцій (сирий церезин) після відповідної очистки.
Парафіни і церезини застосовують при виготовленні свічок і сірників, для обробки тканин, просочення паперу, в електротехніці як діелектрики, у граверній справі й ін. Важливим застосуванням парафіну, як хімічної сировини, є переробка його в жирні кислоти шляхом окиснювання повітрям при температурі 140 °C з каталізаторами (солями марганцю, кобальту й ін.).
Високомолекулярні жирні кислоти, що утворюються, заміняють рослинні жири в миловарінні й у виробництві синтетичних миючих засобів.
Ароматичні вуглеводні (арени) представлені в нафтах в основному моноциклічними вуглеводнями, а також невеликими кількостями біциклічного ряду нафталіну, трициклічного ряду антрацену і більш конденсованих вуглеводнів. Арени відрізняються високою реакційною здатністю, вступаючи в реакції заміщення, приєднання і конденсації.
Реакція сульфування протікає вже при кімнатній температурі при збовтуванні вихідного продукту з чотирма об'ємами концентрованої (не менш 99 %) сірчаної кислоти. Сульфокислоти, що утворюються, переходять у кислотний шар і за зменшенням об'єму вуглеводневого шару після відстоювання визначають вміст аренів. Для видалення з нафтопродуктів ненасичених вуглеводнів їх попередньо обробляють однаковим об'ємом 80-85 % розчину сірчаної кислоти, не взаємодіючим з аренами.
У нафтах містяться від 1 до 35 % аренів, у деяких фракціях до 70 %. В усіх нафтах бензолу міститься менше, ніж толуолу, а загальна кількість ксилолів перевищує вміст толуолу. Зі збільшенням молекулярної маси фракцій вміст ароматичних вуглеводнів у них підвищується.
Ароматичні вуглеводні — надзвичайно цінна сировина для промисловості органічного синтезу, після виділення їх з нафти. Інший напрямок їхнього використання — безпосередньо в складі нафтових фракцій, що складають моторні палива, тому що вони найменш схильні до детонації. Однак небажана присутність аренів у дизельному паливі, тому що вони погіршують процес його згоряння, а в паливах для повітряно-реактивних двигунів (ПРД) їхня кількість обмежується до 20-22 %, оскільки вони збільшують сажеутворення. Вміст аренів обмежується в бензині «уайт-спірит» (до 16 %) і бензині для гумової промисловості (до 3 %) у зв'язку з їхньою токсичністю.
Нафтенові вуглеводні (циклопарафіни, циклоалкани чи циклани) за хімічними властивостями близькі до представників вуглеводнів жирного ряду, а за циклічною будовою нагадують вуглеводні ароматичного ряду. Нафтени підрозділяють на моноциклічні CnH2n (циклопентан C5H10, циклогексан C6H12); біциклічні CnH2n-2 (декалін C10H18); три — і поліциклічні CnH2n-4, CnH2n-6 і т. ін.

## Класифікація груп сполук і їх характеристика
За розчинністю смолисті й асфальтові речовини поділяють на групи:
- — нейтральні нафтові смоли — розчинні в петролейному ефірі, який не має ароматичних вуглеводнів;
- — нафтові нейтральні асфальтени — розчинні в бензолі, але не розчинні в петролейному ефірі;
- — асфальтенові кислоти і їхні ангідриди — смолисті речовини кислотного характеру, розчинні в спирті і не розчинні в петролейному ефірі;
- — карбени — речовини частково розчинні в піридині і сірковуглеці;
- — карбоїди — речовини, не розчинні ні в яких розчинниках.

Загальний вміст смолистих і асфальтових речовин у нафтах коливається від 1 до 40 %, причому кількість смолистих речовин найбільша у нафтах високої густини, багатих ароматичними вуглеводнями. Вони використовуються в дорожному будівництві, виробництві лаків, в будівельній справі і для інших цілей.
До кисневих сполук нафти відносять нафтенові і жирні кислоти, феноли. Нафтенові кислоти є у всіх нафтах (0,07-5 %), однак найбільше їх у нафтенових нафтах. Нафтенові кислоти утворюють солі з металами, і таким чином руйнують їх. У зв'язку з цим нафтенові кислоти з нафтопродуктів намагаються видалити у вигляді лужних солей, наприклад, натрієвих мил, відомих за назвою «милонафт».
Жирних кислот і фенолів у нафтах дуже мало, за винятком Бориславської нафти, у якій частка цих речовин становить до 30 % від усіх кислих сполук.
Сірка в нафті присутня у різній формі від елементної сірки і сірководню до сірчистої органіки, що включає понад 120 сполук.
Меркаптани (тіоспирти) R-SH є в нафтах у малих кількостях, але можуть утворюватися при переробці нафтової сировини за рахунок розкладання інших сірчистих сполук. Перші члени ряду меркаптанів, починаючи з етилмеркаптану C2H5SH — легкокиплячої рідини із сильним неприємним запахом, що відчувається вже при концентрації їх у повітрі 1•10-7 мас.%, використовуються для виявлення витоку побутового газу по запаху, наприклад, етилмеркаптану.
Моно– і дисульфіди аналогічно ефірам можуть бути у вигляді тіоефірів R-S-R1 і дітіоефірів R-S-S-R1. Тіоефіри нейтральні рідини без запаху, містяться як у сирій нафті, так і в продуктах її перегонки, складаючи в легких і середніх фракціях 50-80 % загальної сірки. Дітіоефіри важкі нейтральні рідини з неприємним запахом, знаходяться в нафтах у невеликих кількостях.
Вміст циклічних моносульфідів, тіофанів і тіофенів, у нафтах незначний, але в продуктах їхньої термічної переробки вони часто присутні у великій кількості.
Вміст сірчистих сполук у нафтах і нафтопродуктах визначають різноманітними методами якісного і кількісного аналізу. Найчастіше визначають загальний вміст сірки, для чого застосовують методи спалення проби в калориметричній бомбі, «памновий метод» для легких нафтопродуктів, спалювання в трубчастій печі для олій і метод Ешка для важких нафтопродуктів.
Вміст загальної сірки в нафтах звичайно менше 1 %, однак він коливається в межах 0,05-6 %. Сірчисті сполуки в нафтах і нафтопродуктах є шкідливими компонентами, що кородують метали, крім того вони додають нафтопродуктам неприємний запах і токсичні властивості, а також погіршують антидетонаційні властивості бензинів.
Загальний вміст азоту в різних нафтах становить 0,03-0,52 %. Азотисті сполуки в нафтах зв'язані головним чином зі смолистими речовинами. Як правило, чим більше густина нафти, тим більше в ній міститься смолистих речовин, сірчистих і азотистих сполук. У складі азотистих сполук переважають органічні гетероциклічні луги: піридин, хінолін, їх метиловані гомологи і гідровані форми, аміни, а при перегонці нафт виділяється аміак. Витяг з нафти азотистих сполук здійснюється у вигляді солей шляхом обробки її сумішшю, що складається зі слабкої сірчаної кислоти і спирту при температурі близько 50 °C. При розкладанні солей, що випали в осад, лугом виділяються основи (піридин, хінолін і ін.).
Під мінеральними речовинами нафти розуміють речовини, що входять до складу золи від спалювання нафти, і воду. При зберіганні нафти більша частина води і механічних мінеральних домішок відстоюються, проте вода (до 4 %) з розчиненими в ній солями і домішки залишаються в нафті. Мінеральні домішки, що залишаються після відстоювання в нафті, називають «внутрішньою золою», про кількість якої судять по горючому прожареному залишку після спалювання наважки відфільтрованої нафти. Внутрішня зольність нафти невелика — від тисячних до десятих часток відсотка, причому, чим більш насичена нафта кислотними компонентами і смолистими речовинами, тим більша її зольність.
Вода в нафтах є однією з її складових частин і для визначення її вмісту найчастіше застосовують метод Діна і Старка.